# Baptist Kitzlinger
Johann Baptist Kitzlinger (* 3. Juni 1920 in Sandbach bei Vilshofen; † 10. November 1996) war ein deutscher Politiker (CSU) und von 1970 bis 1990 Landrat des Landkreises Passau.
Kitzlinger machte die Bäckerlehre, die er mit der bestandenen Meisterprüfung beendete. Nachdem er im Zweiten Weltkrieg sowohl im Reichsarbeitsdienst als auch im Kriegsdienst tätig gewesen war, übernahm er die Bäckerei seiner Eltern. Von 1966 bis 1973 war er stellvertretender Obermeister der Bäcker-Innung Passau. Ferner war er Kreisbrandinspektor des Landkreises Passau und stellvertretender Sprecher der Freiwilligen Feuerwehren Bayerns.
Kitzlinger gehörte dem Gemeinderat der Gemeinde Sandbach von 1960 bis 1970 an und saß ab 1956 im Kreistag des Landkreises Passau. Nachdem er vier Jahre lang stellvertretender Landrat war, wurde er 1970 zum Landrat des Landkreises Passau gewählt, zeitgleich wurde er Vorsitzender des Verwaltungsrats der Sparkasse Passau. Von 1978 bis 1988 gehörte er außerdem dem Vorstand des Bayerischen Sparkassen- und Giroverbandes an. In seiner Funktion als Landrat war er Vorsitzender des Zweigverbandes Niederbayern und Mitglied des Vorstandes des Landkreisverbands Bayern, außerdem Vorsitzender des Finanz- und Sparkassenbeirats beim Landkreisverband Bayern, Mitglied des Finanzausschusses beim Deutschen Landkreistag, Vorsitzender des Regionalen Planungsverbands Donau-Wald und Vorsitzender des Zweckverbands Abfallwirtschaft Donau-Wald. Nachdem er 1965 in den Vorstand gewählt worden war, war er von 1972 bis 1993 stellvertretender Vorsitzender des Kreisverbandes Passau des Bayerischen Roten Kreuzes. Von 1988 bis 1989 vertrat er die Gruppe der Gemeinden und Gemeindeverbände im Bayerischen Senat. 1990 legte er sein Amt als Landrat nieder. Nach ihm ist die Baptist-Kitzlinger-Schanze in Breitenberg und die Baptist-Kitzinger-Plakette des Landkreises Passau benannt.